# チャガン・テムル
チャガン・テムル（Čaγan-Temür, ? - 至正22年6月15日（1362年7月6日））は、元の将軍。漢字表記は察罕帖木児。潁州沈丘県（現在の安徽省阜陽市臨泉県）の人。

## 生涯
チャガン・テムルはナイマン部の出身であるが、曾祖父の代から河南に土着して久しく、李察罕という漢名と廷瑞の字ももっていた。元末、河南で紅巾の乱が起こり河南も騒乱に巻き込まれると、地方名士であったチャガン・テムルは沈丘の住民数百名を集めて義勇軍を率い紅巾軍と戦った。やがて賊軍を破った功績により汝寧府のダルガチ（行政官）に取り立てられ、河南地方における軍閥に成長し始める。
紅巾軍が北方に進出すると河北に出兵してこの地方を完全に平定し、中書刑部侍郎、ついで山東の一帯を転戦して至正16年（1356年）には大臣級の中書兵部尚書にまでのぼった。さらに同じ頃河南の旧都開封に韓林児を奉じて入城した紅巾軍の首魁の劉福通を破り、韓林児の家族をはじめとして、その捕らえるところ数万という大勝利を収めた。至正19年（1359年）、チャガン・テムルはついに開封を奪還する。
晩年には河南から山西の南部に勢力圏を伸ばし、北部の大同を本拠地とする軍閥のボロト・テムルと対立した。その後、再び山東に現われた賊軍の討伐に向かい、その首魁の田豊・王士誠を降伏させたため、それを賞した元朝のトゴン・テムル・ハーンから中央政府の宰相格である中書平章政事を授けられた。しかし、残敵の籠る益都を攻略中に軍中で田豊・王士誠によるクーデターが起こり、チャガン・テムルは王士誠によって刺殺された。
チャガン・テムルの軍は甥（妹の子）で養子のココ・テムルがすぐさま引き継ぎ、田豊・王士誠の逃げ込んだ益都を落としてその復讐を果たした。

## 登場するフィクション
- 迎春閣之風波（1973年）